# شارع مونتين
شارع مونتين (بالفرنسية: Avenue Montaigne)‏ هو شارع يقع في الدائرة الثامنة بباريس. يشتهر بقربه من الشانزليزيه، ويعد مقراً لأكثر العلامات التجارية شهرة مثل شانيل وأل في وديور وجميع شركات الأزياء الكبرى تقريبا والتي تنتشر على طول الشارع بمجموعة واسعة من المتاجر الفاخرة. يقع الشارع بين الشانزليزيه ونهر السين وتصطف على جانبيه الأشجار حيث يمكن القيام بنزهة على امتداده.
سمي الشارع على اسم الكاتب ميشيل دي مونتين، كاتب النهضة الفرنسية في القرن التاسع عشر.